# The Cake Eaters
The Cake Eaters est un film américain réalisé par Mary Stuart Masterson et sorti en 2007.

## Synopsis
Le film raconte l'histoire de Georgia (Kristen Stewart), une jeune adolescente qui est sur le point de mourir et qui rêve de connaître ses premiers émois. Au cours de l'histoire se retrouvent impliquées deux familles, une réunion qui évoque des vieux fantômes et les questions qui doivent être abordées.

## Fiche technique[1]
- Titre original : Absolution in love - the cake eaters
- Réalisation : Mary Stuart Masterson
- Scénario : Jayce Bartok
- Musique : Duncan Sheik
- Production : Allen Bain ; Jayce Bartok, Frazer Brown, Carrie Fix, Darren Goldberg, David Morris Kelly, Elle Key, Mary Stuart Masterson, Carol Morris, Patrick Morris, Jesse Scolaro
- Date de sortie :
  - Etats-unis : 29 avril 2007 [2]
  - France : 5 octobre 2011 (en DVD)[3]

## Distribution
- Kristen Stewart : Georgia
- Aaron Stanford : Dwight « Beagle » Kimbrough
- Bruce Dern : Easy
- Elizabeth Ashley : Marg
- Jayce Bartok : Guy
- Miriam Shor : Stephanie
- Talia Balsam : Violet
- Jesse L. Martin : Judd
- Melissa Leo : Ceci
- Marylouise Burke : Babe
- E. J. Carroll : Vito
- Tom Cavanagh : Lloyd